# Kim Phungdzsu
Kim Phungdzsu (hangul: 김풍주, handzsa: 金豐柱, RR: Kim Poong-joo; 1964. október 1. –) dél-koreai válogatott labdarúgókapus.

## Pályafutása

### Klubcsapatban
1983 és 1996 között a Puszan Daewoo Royals csapatában játszott, melynek tagjaként három alkalommal (1984, 1987, 1991) nyerte meg a dél-koreai bajnokságot. 1986-ban bajnokcsapatok Ázsia-kupáját is sikerült elhódítania csapatával.

### A válogatottban
1988 és 1991 között 19 alkalommal játszott a dél-koreai válogatottban és 30 gólt szerzett. Részt vett az 1990-es világbajnokságon, de nem lépett pályára egyetlen csoportmérkőzésen sem. Tagja volt az 1988. évi nyári olimpiai játékokon szereplő válogatott keretének is.

### Edzőként
1997 és 1999 között a Puszan Daewoo Royals kapusedzője volt. 2002 és 2003 között az U20-as válogatottnál, 2004-től 2008-ig az Ulszan Hyundai Horangi csapatánál dolgozott kapusedzőként. 2009 és 2011 között az U17-es és az U20-as válogatott kapusedzője volt. 2012 és 2013 között a felnőzz válogatottnál segítette a munkát kapusedzőként. 

## Sikerei, díjai
Puszan IPark
- Dél-koreai bajnok (3): 1984, 1987, 1991
- Bajnokcsapatok Ázsia-kupája győztes (1): 1985–86
- Afro-ázsiai klubok kupája (1): 1986

Dél-Korea
- Ázsia-játékok bronzérmes (1): 1990